# 格勒德尼茨
格勒德尼茨是奥地利克恩顿州格兰河畔圣法伊特县的一个市镇。总面积74.65平方公里，总人口935人，人口密度12.5人/平方公里（2005年）。